# Club d'Atletisme Nou Barris
El Club d'Atletisme Nou Barris (CANB) és un club d'atletisme de Barcelona, fundat l'any 1986. L'entitat utilitza les instal·lacions esportives del Parc Esportiu Municipal de Can Dragó i està afiliada a la Federació Catalana d'Atletisme i a la Federació d'Entitats Excursionistes de Catalunya.
El club promou la pràctica de l'atletisme en diferents especialitats: cros, pista coberta, aire lliure, muntanya, etc, i en diferents categories, infantils fins a veterans. Des dels principis dels anys noranta, té com a prioritat la integració de les persones amb discapacitat física o intel·lectual en la pràctica de l'atletisme, creant la secció d'atletisme adaptat. Actualment, l'entitat és el club amb el major nombre d'atletes federats a Barcelona i el tercer de Catalunya. Entre d'altres proves, organitza anualment la Cursa Popular de Nou Barris. L'any 2016 va rebre el Premi Dona i Esport en la categoria de club esportiu.